# Pratt & Whitney F119
El Pratt & Whitney F119 (designación de la compañía: PW5000) es un motor aeronáutico turbofán con postcombustión desarrollado por la compañía estadounidense Pratt & Whitney para el caza Lockheed Martin F-22 Raptor. 
Este motor genera un empuje de la clase de los 160 kN (35.000 lbf), y está diseñado para vuelo supersónico sin el uso de postquemadores (capacidad supercrucero). Proporcionando casi un 22% más de empuje con un 40% menos de partes que los motores de aeronaves militares de cuarta generación convencionales, el F119 permite mantener velocidades de supercrucero de hasta Mach 1,72. Las toberas del F119 incorporan tecnología de empuje vectorial. Estas tobera dirigen el empuje del motor hasta ±20° en el eje de cabeceo dándole mayor maniobrabilidad al F-22.
Se ha desarrollado un motor derivado del F119, el Pratt & Whitney F135, para el F-35 Lightning II.

## Especificaciones[5]

### Características generales
- Tipo: Turbofán
- Longitud: 5,16 m
- Diámetro: fan diámetro 1160 mm (46 pulg)
- Peso en seco:  3,900 lb (1770kg)

### Componentes
- Compresor de baja (LPC): 3 etapas
- Compresor de alta (HPC): 9 etapas
- Turbina de alta (HPT): 2 etapas
- Turbina de baja (LPT): 2 etapas

### Rendimiento
- Empuje: 156 kN (35.000 lbf) con postquemador / 116 kN (26.000 lbf) sin
- Consumo específico: 322,8 Kg/kNh con postquemador
- Relación empuje a peso:  aprox 9:1
- Relación consumo a potencia: 
  - 1:0.48 con postquemador

### Desarrollos relacionados
- Pratt & Whitney F135

### Motores similares
- Eurojet EJ200
- Snecma M88
- General Electric F110
- General Electric F404
- General Electric F414
- Pratt & Whitney F100
- Pratt & Whitney F135
- Klimov RD-33
- Saturn AL-31
- Guizhou WS-13
- Shenyang WS-10